# Лудвиг фон Геминген-Хорнберг (1694 – 1771)
Лудвиг фон Геминген-Хорнберг (на немски: Ludwig von Gemmingen-Hornberg; * 27 септември 1694 в замък Хорнберг над Некарцимерн; † 16 юли/26 юли 1771 в Хорнберг) е имперски фрайхер от род Геминген-Хорнберг, главен апелационен съветник и извънреден министър.
Той е четвъртият син на фрайхер Райнхард фон Геминген-Хорнберг (1645 – 1707) и съпругата му фрайин Мария Елизабета фон Найперг (1652 – 1722), дъщеря на фрайхер Бернхард Лудвиг фон Найперг (1619 – 1672) и Хелена Магдалена фон Халвайл (1623 – 1668). Брат е на Райнхард (1677 – 1750), Еберхард (1688 – 1767), комендант на Люксембург, и Фридрих (1691 – 1738). Братята се разделят на три линии.
Лудвиг фон Геминген-Хорнберг е възпитаван в „Педагогиум“ в Хале. По-късно той следва в тамошния университет и след това в Гисен. След престой в Нидерландия, Франция, Англия и Италия той става съветник в управлението в Халберщат на пруска служба. След това той отива на служба във Волфенбютел и след това в Курфюрство Брауншвайг-Люнебург и става оберапелацион-съветник в Целе, който принадлежи към Кралство Великобритания и през 1740 г. става вицепрезидент. През 1743 г. като извънреден министър той придружава английския крал Джордж II в похода на Рейн и е извънреден пратеник в множество дворове. През 1764 г. той напуска службата си и се грижи за фамилната си собственост.
Като господар на Байхинген на Некар (днес част от град Фрайберг ам Некар) той дарява 1763 г. 50 до 100 гулден за купуване на нова камбана за църквата „Амандус“ там.
Той ослепява и умира на 16 юли 1771 г. Погребан е в църквата Амандус в Байхинген.

## Фамилия
Лудвиг фон Геминген-Хорнберг се жени на 18 септември 1740 г. за Розина Доротея фон Щайнберг (* 20 декември 1697, Боденбург; † 13 декември 1749, Целе), вдовица на фон Вризберг, дъщеря на Георг фон Щайнберг (1650 – 1703) и Ева фон Корф. Бракът е бездетен. Бракът е бездетен. Тя умира при раждане.
Лудвиг фон Геминген-Хорнберг се жени втори път на 23 юли 1755 г. на 60 години в Геминген за 14-годишната фрайин Албертина Регина фон Геминген-Геминген (* 14 ноември 1740, Геминген; † 27 август 1779, Хайлброн), дъщеря на фрайхер Фридрих Якоб фон Геминген (1712 – 1750) и Клара Фридерика Грек фон Кохендорф. Те имат три деца:
- Амалия (1756 – 1782), омъжена за К. фон Книщет
- Еберхард (1757 – 1767)
- Ернст фон Геминген-Хорнберг (* 11 февруари 1759 в Целе; † 3 март 1813 в Манхайм), композитор, женен на 17 юли 1792 г. в Байхинген за Хенриета Шарлота фон Холе (* 31 декември 1773, Щутгарт; † 29 март 1814, Манхайм)